# E. J. Stewart
Edward James „Doc” Stewart (Cleveland, Ohio, 1877. január 26. – Kerrville, Texas, 1929. november 18.) amerikai amerikaifutball-, baseball- és kosárlabda-játékos, amerikaifutball-, atlétika-, baseball- és kosárlabdaedző, valamint atlétikai igazgató.

## Fiatalkora
Édesapja metodista lelkész. A Mount Union Egyetemen amerikai futballozott és kosárlabdázott, majd a Case Western Reserve University orvosi intézetébe járt; 1903-ban diplomázott. Ő volt az egyetem első négy sportágban is (amerikai futball, atlétika, baseball és kosárlabda) kiváló játékosa.

## Rivalizálás a Massillon Tigers és a Canton Bulldogs között
Az 1900-as évek elején az Ohio állambeli Massillon városában Massillon Tigers néven profi amerikaifutball-csapatot alapított, melynek első edzője, egyidejűleg a The Evening Independent újság szerkesztője volt. A Tigers és a Canton Bulldogs között rivalizálás alakult ki. Mindkét csapat sok pénzt költött a toborzásra; a The Plain Dealer 1906-os cikke szerint a Bulldogs tagjait nem tudta kifizetni, de játékosaik szerint ez csak a Tigers trükkje volt a csapattagok átcsábítására. Kapcsolatai miatt a cikk mögött Stewartot sejtették.
A Tigers 1902 és 1906 között az Ohio League minden bajnokságát megnyerte. 1906-ban Stewartot vezetőedzővé léptették elő, a csapat új edzője Sherburn Wightman lett.

### Fogadási botrány
1906-ban szerepet játszott az ország első fogadási botrányában. Egy massilloni újság szerint Blondy Wallace, a Bulldogs edzője és Walter East, a Tigers endje előre megállapodtak a bajnokság eredményében; amikor a Tigers bajnok lett, Wallace-t megvádolták a mérkőzés szándékos elveszítésével.
Stewart a The Massillon Independentben azt állította, hogy a Tigers több játékosát is próbálták megvesztegetni és Wallace is érintett. Szerinte East arra kérte Bob Shiringet és Tiny Maxwellt, hogy veszítsék el az első játékot, azonban ők ezt jelezték Wightmannek, ezután Eastet a Tigers kirúgta.
Egyesek szerint az eset az ohiói profi amerikai futballban nagy károkat okozott, míg mások szerint az All-Star-csapatok túl drágák voltak. A Canton Morning News szerint a Tigers 1906-os csapata húszezer dollárt, míg mások szerint a Bulldogs játékoskerete még többet ért. Egyesek szerint a túl jó játékosok miatt a mérkőzések unalmasak; a következő években több keretben is főképp amatőrök szerepeltek. A Bulldogs 1911-ben újra felállt és két NFL-bajnokságot nyert.

## Edzői pályafutása

### Mount Union Purple Raiders
Egyetemi pályafutását a Mount Union Purple Raidersnél kezdte. Amerikaifutball-eredménye 9–2, kosárlabda-eredménye 18–3.

### Purdue Boilermakers
1909-ben néhány nappal a szezon kezdete előtt a Purdue Boilermakers férfi kosárlabdacsapatának edzője lett. 8–4-es eredményükkel négy év óta először volt nyertes szezonjuk.

### Oregon Agricultural Aggies
1911 és 1916 között az Oregon Agricultural Aggies (ma Oregon State Beavers) férfi kosárlabdacsapatának vezetőedzője volt; eredménye 67–33. 1912-ben baseballedző is volt, eredménye 5–9.
1913 és 1915 között az amerikaifutball-csapat edzője volt, eredménye 15–5–5.

### Nebraska Cornhuskers
1916–1917-ben a Nebraska Cornhuskers amerikaifutball-vezetőedzője volt; eredménye 11–4, a csapatot mindkét évben kijuttatta a konferenciabajnokságra. 1917 és 1919 között a férfi kosárlabdacsapat edzője volt; eredménye 17–14.

### Clemson Tigers
1921 tavaszán a Clemson Tigers atlétika- és baseball-vezetőedzője lett, emellett az amerikaifutball-csapat tavaszi felkészítését is ő irányította. 1923-ig az atlétikacsapat edzője maradt. 1921–1922-ben amerikaifutball-eredménye 6–10–2 lett.
Az 1921-es szezon vége és 1923 között a kosárlabdacsapat edzője volt; eredménye 19–19.

### Texas Longhorns
L. Theo Bellmont atlétikai igazgató felkérésére 1923-ban a Texas Longhorns amerikaifutball- és kosárlabdaedzője lett. A hallgatók körében hamar népszerű lett; beszédstílusának köszönhetően az angol nyelvi tanszék állást kínált neki.
Egyesek szerint Stewart egyéb érdeklődési körei miatt a sportcsapatok teljesítménye csökkent; az 1923–24-es szezonban a kosárlabdacsapat 23–0-s eredmény mellett megnyerte a konferenciabajnokságot, de a következő szezonban már 17–8-as eredményt értek el.
Az 1926–27-es szezont követően kirúgták.

### Texas Mines Miners Miners
Pályafutását a Texasi Bányászati és Kohászati Egyetem egyesületénél (ma UTEP Miners) fejezte be. Eredménye 5–6–3.

## Halála
1929. november 18-án szarvasvadászat közben társa meglőtte. Sírhelye a clevelandi Lake View temetőben van.

## Eredményei vezetőedzőként

### Amerikai futball
| Év                                                                          | Eredmény                               | Eredmény                               | Helyezés                               |
| Év                                                                          | Összesített                            | Konferencia                            | Helyezés                               |
| Mount Union Purple Raiders (Független)                                      | Mount Union Purple Raiders (Független) | Mount Union Purple Raiders (Független) | Mount Union Purple Raiders (Független) |
| --------------------------------------------------------------------------- | -------------------------------------- | -------------------------------------- | -------------------------------------- |
| 1907                                                                        | 9–2                                    | –                                      | –                                      |
| Mount Union:                                                                | 9–2                                    | –                                      | –                                      |
| Allegheny Gators (Független)                                                |                                        |                                        |                                        |
| 1909                                                                        | 2–4–1                                  | –                                      | –                                      |
| 1910                                                                        | 3–1–1                                  | –                                      | –                                      |
| 1911                                                                        | 4–4–1                                  | –                                      | –                                      |
| Allegheny:                                                                  | 9–9–3                                  | –                                      | –                                      |
| Oregon Agricultural Aggies (Northwest Conference)                           |                                        |                                        |                                        |
| 1913                                                                        | 3–2–3                                  | 3–1–1                                  | 2.                                     |
| 1914                                                                        | 7–0–2                                  | 2–0–2                                  | 2.                                     |
| 1915                                                                        | 5–3                                    | 2–2                                    | 4.                                     |
| Oregon Agricultural:                                                        | 15–5–5                                 | 7–3–3                                  | –                                      |
| Nebraska Cornhuskers (Missouri Valley Intercollegiate Athletic Association) |                                        |                                        |                                        |
| 1916                                                                        | 6–2                                    | 3–1                                    | 1.                                     |
| 1917                                                                        | 5–2                                    | 2–0                                    | 1.                                     |
| Nebraska:                                                                   | 11–4                                   | 5–1                                    | –                                      |
| Clemson Tigers (Southern Intercollegiate Athletic Association)              |                                        |                                        |                                        |
| 1921                                                                        | 1–6–2                                  | 0–5–2                                  | 21.                                    |
| Clemson Tigers (Southern Conference)                                        |                                        |                                        |                                        |
| 1922                                                                        | 5–4                                    | 1–2                                    | T–11.                                  |
| Clemson:                                                                    | 6–10–2                                 | 1–7–2                                  | –                                      |
| Texass Longhorns (Southwest Conference)                                     |                                        |                                        |                                        |
| 1923                                                                        | 8–0–1                                  | 2–0–1                                  | 2.                                     |
| 1924                                                                        | 5–3–1                                  | 2–3                                    | 6.                                     |
| 1925                                                                        | 6–2–1                                  | 2–1–1                                  | T-2.                                   |
| 1926                                                                        | 5–4                                    | 2–2                                    | T-3.                                   |
| Texas:                                                                      | 24–9–3                                 | 8–6–2                                  | –                                      |
| Texas Mines Miners (Független)                                              |                                        |                                        |                                        |
| 1927                                                                        | 2–2–2                                  | –                                      | –                                      |
| 1928                                                                        | 3–4–1                                  | –                                      | –                                      |
| Texas Mines:                                                                | 5–6–3                                  | –                                      | –                                      |
| Összesen:                                                                   | 79–45–16                               | –                                      | –                                      |
| Jelmagyarázat: Konferenciabajnok                                            |                                        |                                        |                                        |

### Kosárlabda
| Szezon                                                          | Eredmény                               | Eredmény                               | Helyezés                               |
| Szezon                                                          | Összesített                            | Konferencia                            | Helyezés                               |
| Mount Union Purple Raiders (Független)                          | Mount Union Purple Raiders (Független) | Mount Union Purple Raiders (Független) | Mount Union Purple Raiders (Független) |
| --------------------------------------------------------------- | -------------------------------------- | -------------------------------------- | -------------------------------------- |
| 1907–08                                                         | 18–3                                   | –                                      | –                                      |
| Mount Union:                                                    | 18–3 (.857)                            | –                                      | –                                      |
| Purdue Boilermakers (Big Ten Conference)                        |                                        |                                        |                                        |
| 1908–09                                                         | 8–4                                    | 6–4                                    | 2.                                     |
| Purdue:                                                         | 8–4 (.667)                             | 6–4 (.600)                             | –                                      |
| Oregon Agricultural Aggies (Northwest Conference)               |                                        |                                        |                                        |
| 1911–12                                                         | ?                                      | –                                      | –                                      |
| 1912–13                                                         | ?                                      | –                                      | –                                      |
| 1913–14                                                         | ?                                      | –                                      | –                                      |
| 1914–15                                                         | ?                                      | –                                      | –                                      |
| Oregon Agricultural Aggies (Northwest/Pacific Coast Conference) |                                        |                                        |                                        |
| 1915–16                                                         | ?                                      | –                                      | –                                      |
| Oregon Agricultural:                                            | 67–33 (.670)                           | –                                      | –                                      |
| Nebraska Cornhuskers (Missouri Valley Conference)               |                                        |                                        |                                        |
| 1916–17                                                         | 12–10                                  | 4–8                                    | 5.                                     |
| 1917–18                                                         | 7–7                                    | 4–5                                    | T-4.                                   |
| 1918–19                                                         | 10–6                                   | 10–6                                   | 3.                                     |
| Nebraska:                                                       | 29–23 (.558)                           | 18–19 (.486)                           | –                                      |
| Clemson Tigers (Southern Conference)                            |                                        |                                        |                                        |
| 1921–22                                                         | 8–13                                   | 0–3                                    | 12.                                    |
| 1922–23                                                         | 11–6                                   | 3–3                                    | T-8.                                   |
| Clemson:                                                        | 19–19 (.500)                           | 3–6 (.333)                             | –                                      |
| Texas Longhorns (Southwest Conference)                          |                                        |                                        |                                        |
| 1924                                                            | 23–0                                   | 20–0                                   | 1.                                     |
| 1924–25                                                         | 17–8                                   | 9–5                                    | 4.                                     |
| 1925–26                                                         | 12–10                                  | 6–6                                    | 4.                                     |
| 1926–27                                                         | 13–9                                   | 7–4                                    | T-2.                                   |
| Texas:                                                          | 65–27 (.707)                           | 42–15 (.737)                           | –                                      |
| Összesen:                                                       | 251–125 (.668)                         | –                                      | –                                      |
| Jelmagyarázat: Konferenciaszezon-bajnok                         |                                        |                                        |                                        |

## Fordítás
- Ez a szócikk részben vagy egészben  az   E. J. Stewart című angol Wikipédia-szócikk ezen változatának fordításán alapul.  Az eredeti cikk szerkesztőit annak laptörténete sorolja fel. Ez a jelzés csupán a megfogalmazás eredetét és a szerzői jogokat jelzi, nem szolgál a cikkben szereplő információk forrásmegjelöléseként.